# São Nicolau (Lisbonne)
Pour les articles homonymes, voir São Nicolau.
São Nicolau est une freguesia de Lisbonne.